# Едильбаев, Измухаммед Едильбаевич
Измухаммед Едильбаевич Едильбаев (каз. Ізмұхамед Еділбайұлы Еділбаев; 14 декабря 1906, а. № 6, Астраханская губерния, Российская империя — 8 июня 1976) — советский казахский государственный и партийный деятель.

## Биография
С 1924 по 1925 — слушатель Урдинской школы советского и партийного строительства.
Окончил Академию сельского хозяйства в городе Москве (1938).
В 1933—1934 года 1-й секретарь комитета партии Чуского района Джамбульской области, затем заместитель заведующего учебным отделом Актюбинской области. В 1938—1940 гг. — начальник управления земельных отношений Кызылординской области, в 1940—1941 гг. — 1-й секретарь комитета партии Сырдарьинского района.
В 1941—1943 гг. занимал должность председателя исполнительного комитета Кызылординской области. В 1943—1945 г. — 2-й секретарь обкома КПСС Костанайской области, в 1945—1952 гг. — 1-й секретарь Джамбульского обкома КПСС. В 1952—1953 гг — председатель исполнительного комитета Карагандинской области, в 1953—1954 гг. — заместитель министра культуры Казахской ССР.
В 1954—1959 гг. занимал должность председателя исполнительного комитета Кызылординской области. В 1959—1961 гг. — начальник главного управления при Совете Министров Казахской ССР по машиностроению и торговле. В 1961—1969 гг. — заместитель министра автомобильного транспорта Казахской ССР.

## Награды
Награждён орденом Ленина, дважды Трудового Красного Знамени, орденом Знак Почёта, медалями.